# Landkreis Großes Werder
Der Landkreis Großes Werder war von 1920 bis 1939 ein Landkreis in der Freien Stadt Danzig und von 1939 bis 1945 im Reichsgau Danzig-Westpreußen. Sein Gebiet liegt heute in der polnischen Woiwodschaft Pommern.

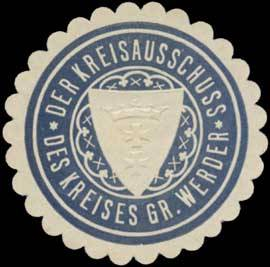
Kreisausschuss des Großen Werders, Siegelmarke

## Verwaltungsgeschichte

### Freie Stadt Danzig 1920 bis 1939

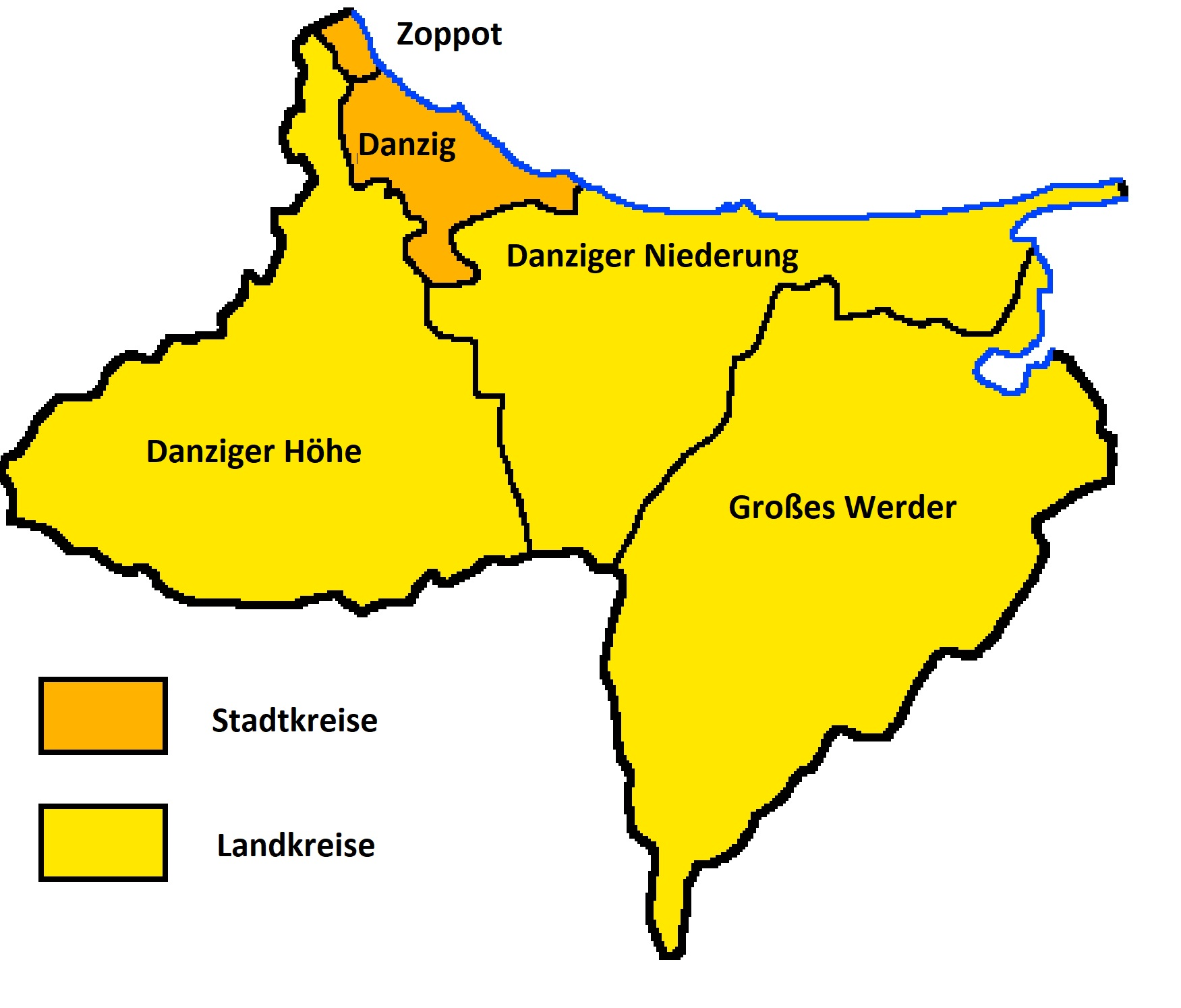
Staatsgebiet der Freien Stadt mit den zwei Stadtkreisen (orange) und drei Landkreisen (gelb), das Große Werder im Südosten

Nach dem Ersten Weltkrieg musste das Deutsche Reich mit Inkrafttreten des Versailler Vertrags am 10. Januar 1920 die westlich der Nogat gelegenen Teile der westpreußischen Kreise Elbing-Land und Marienburg, das Große Marienburger Werder, an die neugebildete Freie Stadt Danzig abtreten. Aus diesem Gebiet im Weichseldelta wurde der Landkreis Großer Werder gebildet, der am 20. Oktober 1923 in Landkreis Großes Werder umbenannt wurde. Anders als in Deutschland, wo die Bezeichnung Landkreis 1939 durchgängig eingeführt wurde, galt sie in der Freien Stadt Danzig gemäß Art. 68 ihrer Verfassung ab 1920. Sitz des Landratsamtes war im früheren Hotel Deutsches Haus in der Marktstraße 29 in Tiegenhof.
Zum 24. Dezember 1920 wurde die Nordostgrenze der Freien Stadt Danzig zu Gunsten des Deutschen Reiches dahingehend abgeändert, dass die Landgemeinde Zeyersniederkampen und der Gutsbezirk Nogathaffkampen aus dem Landkreis Großer Werder an den Kreis Elbing-Land zurückfielen. 
Zum 1. Oktober 1929 fand im Landkreis entsprechend der Entwicklung im Deutschen Reich (Preußen) eine Gebietsreform statt, bei der alle Gutsbezirke aufgelöst und benachbarten Landgemeinden zugeteilt wurden.

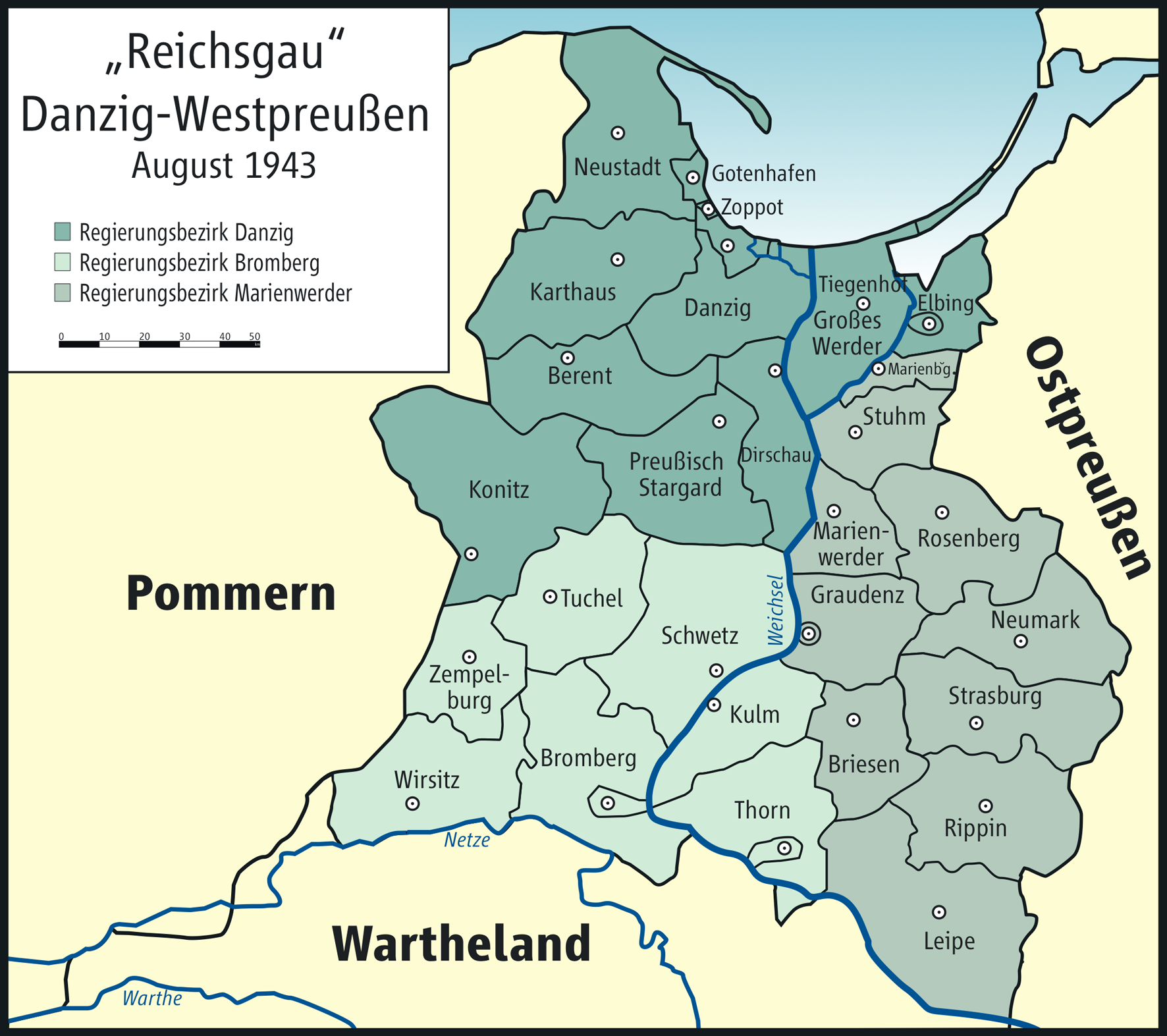
Reichsgau Danzig-Westpreußen

### Der Landkreis im Zweiten Weltkrieg
Nach dem Überfall auf Polen wurde das Gebiet der Freien Stadt Danzig – und damit auch der Landkreis Großes Werder – am 1. September 1939 vom Deutschen Reich völkerrechtswidrig annektiert. Zum 26. Oktober 1939 wurde der Landkreis Teil des neu gebildeten Reichsgaus Westpreußen – später Danzig-Westpreußen – im wieder errichteten Regierungsbezirk Danzig.
Am 1. November 1939 wurde im Zuge einer Neuordnung der östlich des Weichseldurchstichs gelegene Teil des Landkreises Danziger Niederung in den Landkreis Großes Werder umgegliedert. Zu diesem Gebiet gehörten die Gemeinden Bodenwinkel, Fischerbabke, Freienhuben, Glabitsch, Groschkenkampe, Haus- und Laschkenkampe, Junkeracker, Junkertroyl, Letzkauerweide, Nickelswalde, Pasewark, Poppau, Prinzlaff, Schönbaum, Schönbaumerweide, Steegen, Steegnerwerder, Stutthof und Vogelsang.
In einigen Fällen wurden Ortsnamen als „nicht deutsch genug“ angesehen und erhielten eine lautliche Angleichung oder Übersetzung, so 
Nogathaupt für Pieckel und Stube für Stuba.
Im Frühjahr 1945 wurde das Kreisgebiet durch die Rote Armee besetzt und gehört seitdem zu Polen. In der Folgezeit wurde die deutsche Bevölkerung aus dem Kreisgebiet vertrieben.

## Bevölkerung
Im Jahre 1929 hatte der Landkreis 66.303 Einwohner.

## Landräte
1925–?000: Kurt Poll (1886–1943)
1933–1940: Otto Andres (1902–1975)
1941–1942: Jansson (kommissarisch)
1942–1945: Ernst Wallhöfer (1907–1992)

## Gemeinden
Im Jahr 1939 umfasste der Landkreis zwei Städte sowie 102 Landgemeinden:
| - Altebabke - Altenau - Altendorf - Altmünsterberg - Altweichsel - Baarenhof - Barendt - Bärwalde - Beiershorst - Biesterfelde - Blumstein - Brodsack - Bröske - Brunau - Damerau - Dammfelde - Eichwalde - Einlage - Fürstenau - Fürstenwerder - Gnojau - Grenzdorf A - Grenzdorf B - Groß Lesewitz - Groß Lichtenau - Groß Mausdorf | - Groß Montau - Halbstadt - Heubuden - Holm - Horsterbusch - Irrgang - Jankendorf - Jungfer - Kalteherberge - Kalthof - Kaminke - Klein Lesewitz - Klein Lichtenau - Klein Mausdorf - Klein Montau - Krebsfelde - Küchwerder - Kunzendorf - Ladekopp - Lakendorf - Leske - Liessau - Lindenau - Lupushorst - Marienau - Mielenz | - Mierau - Neudorf - Neukirch - Neulanghorst - Neumünsterberg - Neustädterwald - Neuteich, Stadt - Neuteicherhinterfeld - Neuteicherwalde - Niedau - Orloff - Orlofferfelde - Palschau - Parschau - Petershagen - Pieckel - Pietzkendorf - Pordenau - Prangenau - Rehwalde - Reimerswalde - Reinland - Rosenort - Rückenau - Schadwalde - Scharpau | - Schlangenhaken - Schönau - Schöneberg - Schönhorst - Schönsee - Simonsdorf - Stadtfelde - Stobbendorf - Stuba - Tannsee - Tiege - Tiegenhagen - Tiegenhof, Stadt - Tiegenort - Tragheim - Tralau - Trampenau - Trappenfelde - Vierzehnhuben - Vogtei - Walldorf - Warnau - Wernersdorf - Wiedau - Zeyer - Zeyersvorderkampen |